# I-Doser
Un I-Doser este o aplicație care, prin folosirea pulsurilor binaureale, simulează o senzație de drog. I-Dozele pot dura de la 5 la 30 de minute. Acestea sunt folosite adesea de către adolescenți. Dezvoltatorul acestora este Nick Ashton, care a și întemeiat I-Doser.com.
După spusele dr. William Robinson, director adjunct la LSU School of Public Health și un PhD în psihologie, premiza generală a I-Doserului există din anii târzii ai secolului al XIX-lea și este destul de simplă. „În condiții normale de veghe, (activitatea creierului) va tinde să oscileze în jurul valorii de 12 până la 30 de cicluri pe secundă, sau hertzi. Când cineva este foarte relaxat, acest model încetinește, iar persoana va începe să arate activitate [a] 8 la 12 hertzi . Ideea este că, dacă pui un sunet de, sa spunem, 370 hertzi într-o ureche și 378 hertzi în cealaltă ureche, creierul va percepe diferența de 8 hertzi și fi încântat ... să se simtă foarte relaxat”.